# Ali Shadmani
Ali Shadmani (in persiano علی شادمانی‎; Hamadan, ... – Tehran, 17 giugno 2025) è stato un generale iraniano del Corpo delle guardie della rivoluzione islamica, comandante per soli quattro giorni del quartier generale centrale Khatam-al Anbiya (KCHQ) dello stato maggiore generale delle forze armate iraniane.

## Biografia
Nativo di Hamadan, Shadmani si unì alle Guardie della rivoluzione islamica nel 1979, anno di ascesa a guida suprema dell'Iran di Ruhollah Khomeini. L'anno successivo partecipò alla guerra tra Iraq e Iran.
Ha ricoperto diverse posizioni di alta responsabilità all'interno delle Guardie rivoluzionarie Islamiche. È stato vice coordinatore del quartier generale centrale di Khatam-al Anbiya, dove ha supervisionato la pianificazione operativa e l'integrazione delle forze congiunte. Il quartier generale centrale di Khatam al-Anbiya ha il compito di gestire la posizione difensiva dell'Iran e di coordinare le forze dell'Artesh, esercito regolare e le guardie rivoluzionarie durante le emergenze nazionali e gli scenari di guerra.
Dopo l'assassinio del leader politico di Hamas Ismāʿīl Haniyeh nel luglio 2024, Shadmani giurò che l'Iran avrebbe compiuto una "severa vendetta" contro Israele, accusando il "regime criminale sionista" di aver oltrepassato i limiti e minacciando una rappresaglia decisiva.
Il 13 giugno 2025, in seguito agli attacchi aerei israeliani in cui furono uccisi numerosi comandanti iraniani di alto rango, tra cui il maggiore generale Gholam Ali Rashid, che aveva guidato il quartier generale dal 2016, la guida suprema Ali Khamenei nominò Shadmani nuovo comandante di Khatam al-Anbiya, promuovendolo a maggior generale. Shadmani affermò che le forze armate iraniane avrebbero continuato le loro operazioni su una scala significativamente più ampia e distruttiva, fino a quando quello che descrisse come il "nemico sionista criminale e aggressore" non si fosse pentito completamente delle sue azioni.

### Morte
Quattro giorni dopo dalla sua nomina, Shadmani, insieme a sua moglie, morì in un altro attacco aereo israeliano a Tehran.

## Sanzioni
Nell'ottobre 2024, Shadmani è stato sanzionato dall'Unione europea, mentre prestava servizio come vice coordinatore del quartier generale centrale iraniano Khatam al-Anbiya (KCHQ) dell'IRGC, in seguito al trasferimento di missili e droni iraniani alla Russia. Shadmani ha dovuto affrontare il congelamento dei beni, il divieto di viaggio e il divieto di fornire risorse finanziarie o economiche da entità dell'Unione europea.